# Abdul Wahidi
Abdul Wahidi là một thương hiệu hạnh nhân, được trồng chủ yếu ở Afghanistan. Vùng thung lũng sông của sông Khulm ở miền bắc Afghanistan, đặc biệt là tỉnh Balkh, tỉnh Samangan và tỉnh Kunduz, là những nơi trồng hạnh nhân Abdul Wahidi rất nhiều. Tỉnh Balkh được cho là trồng những hạt hạnh nhân Abdul Wahidi tốt nhất trên thế giới. Khu vực Haji Moh là một trung tâm năng suất nổi tiếng của công ty Abdul Wahidi. Hạt Abdul Wahidi có màu vàng đặc trưng.